# Malcolm II d'Escòcia
Malcolm II d'Escòcia (gaèlic escocès: Máel Coluim mac Cináeda, 980 - 25 de novembre de 1034) fou rei d'Escòcia, fill de Kenneth II. Va acabar amb la situació d'anarquia que hi havia a la mort de Kenneth III i va vèncer els angles el 1018 a Carnham, de manera que aconseguí l'ocupació definitiva dels Lothians, malgrat la desfeta del 1006. Aconseguí estendre les fronteres del regne al Forth i al Clyde, amb la qual cosa el país prengué la fesomia actual.
Endemés, a la mort d'Owain el Calb, rei de Strathclyde, hi posà al tron el seu fill David, de manera que el col·locà definitivament sota la corona escocesa, i pactà amb els anglesos un mutu reconeixement definitiu de les fronteres. Nogensmenys, el 1020 concedí al comte viking Thorfinn el títol de comte de Caithness i Sutherland. Finalment, el 1034 incorporaria definitivament el Regne de Strathclyde com a satèl·lit; però perquè l'heretés el seu net Duncan, i així unifiqués el seu regne heterogeni, va matar el seu nebot, que n'era l'hereu legítim, cosa que a la llarga seria funesta per als interessos del regne.